# زارات، سیاه‌زن
زارات (به ترکی آذربایجانی: Zarat) یک منطقهٔ مسکونی در جمهوری آذربایجان است که در شهرستان سیاه‌زن واقع شده‌است. زارات ۱٬۴۴۰ نفر جمعیت دارد.
اهالی زارات از تات‌های قفقاز (از تبار پارسی) هستند.